# Anolyt
Generell bezeichnet man als Anolyt denjenigen Teil des Elektrolyten, der in direktem Einfluss der Anode bei einer Elektrolyse steht. Analog ist der Katholyt definiert.
Technisch wird der Begriff insofern weitergefasst, als der gesamte Elektrolyt im Anodenraum eines durch eine Membran getrennten (Durchfluss-)Elektrolysereaktors als Anolyt bezeichnet wird.
Bei einer Natriumchlorid-Elektrolyse würden z. B.
- die Chlorid-Anionen an der Anode zu Chlor oxidiert und
- Wasser an der Kathode zu Wasserstoff und Hydroxidionen reduziert werden.

Es kommt hierbei aufgrund des stark negativen Abscheidungspotentials von Natrium nicht zu einer Abscheidung des Metalls.
Das Chlor reagiert mit Wasser teilweise zu Hypochloriger Säure. Eine solche elektrolytisch entstandene Lösung von Chlor und Hypochloriger Säure kann unter dem Namen Anolyt in weiteren Prozessen eingesetzt werden, z. B. als Oxidationsmittel.
Die in diesem Beispiel-Prozess an der Kathode entstandene Natronlauge stellt den Katholyt dar und kann ebenfalls weiterverwendet werden.
Bei der isoelektrischen Fokussierung oder der Gelelektrophorese wird die Lösung, die den Kontakt zwischen der Anode und dem Separationsmedium herstellt, als Anolyt bezeichnet.

## Anolyte-Lösung
Anolyte-Lösungen werden in der Praxis zur Desinfektion genutzt. Bei der Elektrolyse aus Kochsalz und Wasser in Elektrolysezellen mit keramischer Membran werden zwei verschiedene aktivierte Lösungen durch eine chemische Reaktion erzeugt:
- Eine neutrale Anolyte-Lösung (pH-Wert: pH 6,5 bis pH 7,8) wird dort eingesetzt, wo Korrosion vermieden werden soll und wo eine mögliche Verdunstung von aktivem Chlor unerwünscht ist. Das Redoxpotential (Redox-Wert) einer neutralen Anolyte-Lösung liegt zwischen +750 mV bis +900 mV. Eine saure Anolyte-Lösung (pH-Wert: pH 2,0 bis pH 3,5) wird dort zur Desinfektion und Sterilisation eingesetzt, und keine Gefahr einer Korrosion besteht. Das Redoxpotential (Redox-Wert) einer sauren Anolytelösung liegt zwischen +1000 mV bis +1200 mV.
- Die Katholyte-Lösung ist alkalisch (pH-Wert: pH 10 bis pH 13) und kann als Reiniger genutzt werden. Das Redoxpotential beträgt −900 mV bis −950 mV.